# Antidesma erostre
Antidesma erostre là một loài thực vật có hoa trong họ Diệp hạ châu. Loài này được F.Muell. mô tả khoa học đầu tiên năm 1873.